# Heartbreakers – Achtung: Scharfe Kurven!
Heartbreakers – Achtung: Scharfe Kurven! ist eine US-amerikanische Filmkomödie von David Mirkin aus dem Jahr 2001. In den Hauptrollen sind Sigourney Weaver und Jennifer Love Hewitt zu sehen.

## Handlung
Max Conners und ihre Tochter Page sind ein erfolgreiches Heiratsschwindler-Duo. Neuestes Opfer ihres Tricks ist Dean Cumanno, der Max am Tag nach ihrer Trauung vermeintlich mit einer jungen Frau (Page) betrügt. Es kommt zur sofortigen Scheidung mit einer hohen Abfindung für Max. Zuvor hatte Page zur Bedingung gemacht, dass dies ihr letzter gemeinsamer Coup sein sollte. Doch auf der Bank taucht eine Mitarbeiterin der Steuerbehörde auf, die alle Konten gepfändet hat, also müssen die beiden Frauen weiter gemeinsam „arbeiten“. In Wirklichkeit ist diese Frau jedoch Barbara, eine Komplizin und frühere „Lehrmeisterin“ von Max, die damit erreicht, dass Page bei der Stange bleibt. Das nächste Opfer soll der Tabakunternehmer William B. Tensy sein. Seine Haushälterin will Tensys Vermögen erben und Max loswerden. Page versteckt in deren Wohnung zahlreiche Gegenstände, die Max und William gehören, und die Haushälterin wird wegen Diebstahls verhaftet. Als neue Haushälterin wird Page eingestellt.
Tensy stirbt jedoch vor der Trauung mit Max. Als die beiden Frauen seine Leiche aus einem Hotel wegschaffen wollen, taucht Dean Cumanno auf, der Max zurückgewinnen will. Er erkennt Page und begreift, dass er von den beiden Frauen reingelegt wurde. Um ihn zu besänftigen, verspricht ihm Max, die Abfindung von 300.000 US-Dollar zurückzuzahlen. Als sie das Geld von ihrem Konto abheben will, stellt sich heraus, dass Barbara, die Komplizin von Max, alle deren Konten geräumt hat.
Page hat sich inzwischen in den Barbesitzer Jack Withrowe verliebt und will ihn heiraten. Da er für seine Bar ein Angebot über drei Millionen Dollar bekommen hat, soll er nun das neue Opfer von Max, die sich als Pages Cousine ausgibt, werden, um deren Schulden bei Dean zu bezahlen. Max versucht, Jack in der Hochzeitsnacht zu verführen, um den für eine Scheidung notwendigen Seitensprung zu inszenieren. Als dies nicht gelingt, betäubt sie ihn und legt sich gemeinsam mit ihm ins Bett, wo sie von Page erwischt werden. Page bekommt eine Abfindung von Jack, die sie Max übergibt. Dean will aber das Geld nicht mehr und wirft Max vor, eine schlechte Mutter zu sein. Max merkt, dass sie ihre Tochter verletzt hat, obwohl sie Page eigentlich vor den Enttäuschungen der Liebe schützen wollte. Sie sagt ihrer Tochter daraufhin die Wahrheit über den vermeintlichen Seitensprung von Jack. Page und Jack versöhnen sich, ebenso Max und Dean.
Dean macht Max allerdings zur Auflage, nun „respektabel“ zu werden. Sie bittet ihn zuvor jedoch um einen Gefallen: Dean macht sich an die betrügerische Komplizin Barbara heran, um ihr wiederum das Geld, das sie Max gestohlen hat, abzuluchsen. Max beobachtet seine erfolgreichen Annäherungsversuche zufrieden durch ein Fernglas.

## Kritiken
James Berardinelli kritisierte die Komödie auf movie-reviews.colossus.net als zu lang und verglich sie mit einigen belanglosen Komödien der 1980er Jahre, die Elemente eines Melodrams mit ein paar Komplikationen vermischten. Er beschrieb den Film als „ohne Charme“, „dumm“, „schwerfällig“ und „selten lustig“. Berardinelli lobte mit Einschränkungen die Darstellungen von Ray Liotta, Sigourney Weaver und Jason Lee.
Carsten Baumgardt bezeichnete die Handlung auf www.filmstarts.de als „konventionell“, den Film allerdings als „unterhaltsam“.
Cinema urteilte Die ausgebufften Tricks und der Sexappeal der Ladies allein machen die Gaunerkomödie "Heartbreakers – Achtung: scharfe Kurven!" zum Vergnügen. Veredelt wird der Spaß durch die Leistungen ihrer Kollegen – den "Opfern".
Kay Weniger hob in Gene Hackmans Biografie in Das große Personenlexikon des Films (3. Band, Berlin 2001) vor allem dessen darstellerische Leistung heraus: "Eine weitere (nunmehr komische) Glanzleistung gab Hackman als raucherhustender Milliardär und potentielles Opfer eines heiratsschwindelnden Mutter-Tochter-Gespanns in der Komödie „Heartbreakers“."

## Auszeichnungen
Sigourney Weaver war 2002 für den Golden Satellite Award nominiert.
Die Deutsche Film- und Medienbewertung FBW in Wiesbaden verlieh dem Film das Prädikat wertvoll.

## Hintergründe
Für die Rolle von Page Conners war zuerst Alicia Silverstone vorgesehen. In der deutschen Synchronfassung wird Ray Liotta von Christian Tramitz gesprochen. Die Produktionskosten betrugen etwa 40 Millionen US-Dollar, das Einspielergebnis in den USA lag ebenfalls bei 40 Millionen Dollar.